# 혁명 (1985년 영화)
혁명(Revolution)은 노르웨이에서 제작된 휴 허드슨 감독의 1985년 전쟁, 모험, 서부 영화이다. 알 파치노 등이 주연으로 출연하였고 어윈 윙클러 등이 제작에 참여하였다.

## 출연

### 주연
- 알 파치노

### 조연
- 도날드 서덜랜드
- 나스타샤 킨스키
- 폴 브룩

## 제작진
- 미술: 애쉬턴 고턴
- 의상: 존 몰로
- 배역: 노엘 데이비스